# فكري النقاش
فكري النقاش (3 يونيو 1945 - 3 نوفمبر 2016) هو كاتب وناقد مسرحي مصري.

## حياته ونشأته
فكري عبد المؤمن النقاش ولد الثالث من يونيو 1945 بقرية منية سمنود بمركز أجا محافظة الدقهلية، لأسرة بارزة بالمجال الأدبي والفني فوالده هو الشاعر عبد المؤمن النقاش، وشقيقه الصحفي والناقد الراحل رجاء النقاش، والمترجم والقاص الصحفي الراحل وحيد النقاش، والصحفيتان فريدة النقاش وأمينة النقاش.، توفي النقاش في أحد مستشفيات القاهرة.

## مؤلفاته
- أبرز مؤلفاته المسرحية "سيف ووسادة" و"مهزلة مملوكية" و"المتنبي في الطريق إلى بغداد" و"النسر الأعمى".[9]

- ثلاثية "مهرجون وخونة" و"السلطان الأخير" و"ملك الأمراء".[10]

## جوائز
نال النقاش العديد من الجوائز، من بينها؛
- جائزة السلطان قابوس للإبداع الثقافي عن فئة النص المسرحي عام 2006.

- كرم في مهرجان المسرح العربي في القاهرة في دورته الثالثة عشرة عام 2015.